# Sinheung-dong, Seongnam
Sinheung-dong (koreanska: 신흥동) är en stadsdel i staden Seongnam i provinsen Gyeonggi strax söder om huvudstaden Seoul. Den ligger i stadsdistriktet Sujeong-gu.

## Indelning
Administrativt är Sinheung-dong indelat i:
| Namn    | Namn                 | Yta km² | Invånare 31 dec 2020 |
| ------- | -------------------- | ------- | -------------------- |
| 신흥1동 | Sinheung 1(il)-dong  | 0,39    | 14 391               |
| 신흥2동 | Sinheung 2(i)-dong   | 1,02    | 20 215               |
| 신흥3동 | Sinheung 3(sam)-dong | 0,31    | 11 763               |